# Trichophyma
Trichophyma — рід грибів. Назва вперше опублікована 1905 року.